# Jimmy Tuivaiti
James Laauli Tuivaiti, detto Jimmy (Auckland, 2 gennaio 1988), è un rugbista a 15 neozelandese, attivo nel ruolo di terza linea centro delle Zebre in Pro14 e dal 2018 internazionale per l'Italia. Successivamente ha giocato per il Valorugby Emilia fino al 2024,ha giocato l’ultima partita contro il Mogliano.La sua ultima partita si è disputata il 20/12/2024.

## Biografia
Tuivaiti nacque ad Auckland, in Nuova Zelanda, crescendo rugbisticamente nel club Western United.
Nel 2012 esordì tra i professionisti con la maglia del club provinciale di North Harbour che disputava il National Provincial Championship.
Durante la stagione 2015-16 venne ingaggiato in Italia dal Calvisano; disputò tre stagioni sportive con i calvini, vincendo uno scudetto e venendo selezionato come permit player nella franchigia delle Zebre.
Nell'estate 2018 approdò alle Zebre in Pro14 e, dopo aver acquisito l'idoneità a rappresentare la F.I.R., il 3 novembre 2018 fece il suo esordio internazionale con l'Italia nel test match contro l'Irlanda disputatosi a Chicago; prese parte ai Sei Nazioni 2019 e 2020 giocando con Scozia, Irlanda e Francia.

## Palmarès
- Campionati italiani: 1
Calvisano: 2016-17